# Microtatorchis
Microtatorchis är ett släkte av orkidéer. Microtatorchis ingår i familjen orkidéer.

## Dottertaxa tillMicrotatorchis, i alfabetisk ordning[1]
- Microtatorchis acuminata
- Microtatorchis alata
- Microtatorchis aristata
- Microtatorchis brachyceras
- Microtatorchis bracteata
- Microtatorchis bryoides
- Microtatorchis carinata
- Microtatorchis celebica
- Microtatorchis ceratostylis
- Microtatorchis chaetophora
- Microtatorchis clavicalcarata
- Microtatorchis clementsii
- Microtatorchis collina
- Microtatorchis compacta
- Microtatorchis doctersii
- Microtatorchis erosula
- Microtatorchis finisterrae
- Microtatorchis flaccida
- Microtatorchis flava
- Microtatorchis govidjoae
- Microtatorchis hosokawae
- Microtatorchis iboetii
- Microtatorchis javanica
- Microtatorchis kaniensis
- Microtatorchis lamii
- Microtatorchis laxa
- Microtatorchis longissima
- Microtatorchis multiflora
- Microtatorchis muriculata
- Microtatorchis musciformis
- Microtatorchis oreophila
- Microtatorchis paife
- Microtatorchis papillosa
- Microtatorchis papuana
- Microtatorchis perpusilla
- Microtatorchis platyrhachis
- Microtatorchis podochiloides
- Microtatorchis potamophila
- Microtatorchis pterophora
- Microtatorchis rhomboglossa
- Microtatorchis samoensis
- Microtatorchis schlechteri
- Microtatorchis smithii
- Microtatorchis steenisii
- Microtatorchis taenioides
- Microtatorchis terrestris
- Microtatorchis torrtcellensis
- Microtatorchis triangulipetala
- Microtatorchis triloba
- Microtatorchis tubulosa
- Microtatorchis wilhelminae